# Rekryteringscentrum
Rekryteringscentrum (RekryC) var ett försvarsmaktsgemensamt funktionscentrum inom Försvarsmakten som verkade åren 1994–2008. Förbandsledningen var förlagd i Stockholms garnison, Stockholm.

## Historik
Rekryteringscentrum bildades som en egen enhet den 1 juli 1994 under namnet Flygvapnets uttagningscentrum (FUC). Innan hade centrumet varit underordnat Chefen för flygvapnet. År 1997 utökades verksamheten till att även omfatta samtliga personal inom Försvarsmakten, och namnet ändrades då till Försvarsmaktens rekryteringscentrum (RekryC). År 2008 upplöstes centrumet och istället bildades 2009 Försvarsmaktens HR-centrum som övertog verksamheten Rekryteringscentrum hade.

## Verksamhet
Centrumets verksamhet bestod var personaltjänst, rekrytering, uttagning, urvalsprövning och uppvisning. De samordnade också sponsors- och samarbetsavtal samt Försvarsmaktens ungdomsverksamhet. Den 31 december 2008 upplöstes och avvecklades Rekryteringscentrum, och i dess ställe bildades Försvarsmaktens HR-centrum.

## Förbandschefer
- 1994–2001:
- 2001–2003: Överstelöjtnant Ronny Larsson
- 2003–2008: Torbjörn Boström

## Namn, beteckning och förläggningsort
| Flygvapnets uttagningscentrum       | 1994-07-01 | – | 1996-12-31 |
| Försvarsmaktens rekryteringscentrum | 1997-01-01 | – | 2008-12-31 |

| FUC    | 1994-07-01 | – | 1996-12-31 |
| RekryC | 1997-01-01 | – | 2008-12-31 |

| Stockholms garnison (F) | 1994-07-01 | – | 2008-12-31 |